# Histoire maritime d'Odisha

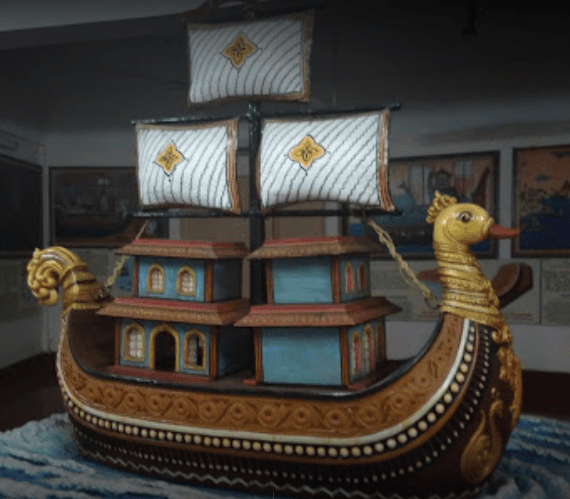
Réplique de Boita au musée maritime d'Odisha.

L'histoire maritime d'Odisha (Odia ଇତିହାସ ; Oḍisāra Sāmudrika Itihāsa), connue sous le nom de Kalinga dans l'Antiquité, a commencé bien avant 800 av. J.-C. selon les premières sources. Les habitants de cette région de l'est de l'Inde, située le long de la côte du golfe du Bengale, ont navigué le long de la côte indienne, ont voyagé jusqu'en Indochine et dans toute l'Asie du Sud-Est maritime, introduisant des éléments de leur culture aux peuples avec lesquels ils commerçaient. C'est ce phénomène qui est appelé indosphère, et qui désigne les zones d'influence linguistique indienne dans les régions d'Asie du Sud, du Sud-Est et de l'Est. Le Manjusrimulakalpa du VIe siècle mentionne la baie du Bengale sous le nom de Kalingodra et dans l'Inde classique ancienne, le golfe du Bengale était connu sous le nom de Kalinga Sagar (mer de Kalinga),, ce qui indique l'importance de Kalinga dans le commerce maritime. Les anciennes traditions sont toujours célébrées lors du festival annuel de Boita Bandana, dont la principale célébration a lieu à Cuttack sur les rives du fleuve Mahanadi appelée Bali Jatra, et se déroulent pendant sept jours en octobre-novembre dans différents districts côtiers, le plus célèbre étant à Cuttack. 

## Localisation
Situé sur la côte orientale de l'Inde, l'ancien État de Kalinga s'étendait du Gange à la rivière Godavari, comprenant des parties de l'Odisha moderne, de l'Andhra Pradesh et des régions environnantes. Le politologue Sudama Misra explique que le janapada de Kalinga comprenait à l'origine une zone s'étendant du districts de Puri à celui de Ganjam. Certains fleuves navigables permettaient d'accéder à l'intérieur des terres, le Gange, le Mahanadi, le Vamsadhara et le Godavari où l'on trouvait des pierres précieuses et semi-précieuses. Leurs deltas constituaient des ports naturels. C'est à partir de ces ports que les habitants de la région commerçaient par la mer avec Ceylan au sud, avec la Birmanie à l'est et plus loin avec les États de l'Asie du Sud-Est maritime, l'Indochine et la Chine. L'activité maritime de Kalinga était si importante que ce que l'on appelle aujourd'hui le Golfe du Bengale s'appelait autrefois la mer de Kalinga.
Le littoral est instable. La mousson du sud-ouest transporte des sédiments le long de la côte, formant parfois des barres et des flèches qui  protègent les ports, tantôt érodant les brise-lames protecteurs. Les rivières transportent de la vase, étendent leurs deltas et remplissent les anciens ports. C'est pourquoi certains des ports cités dans l'Antiquité n'existent plus ou ont fortement régressé, le lac Chilika par exemple était un port important, mais en raison de l'envasement il est devenu inutilisable plus tard par les navires en eau profonde.

## Ports
Il y avait deux types de ports dans l'Odisha primitive. La catégorisation a été faite sur la base de la localisation :
- Pattana - Ces ports étaient situés sur la côte maritime où les cargaisons étaient chargées et déchargées.
- Dronimukha - Ces ports étaient situés près du confluent du fleuve et de la mer.

Certains des ports mentionnés par le géographe Ptolémée au IIe siècle étaient Nanigaina (Puri), Katikardama (Kataka) et Kannagara (Konarak). Les ports importants de la côte de Kalinga étaient Tamralipta, Khalkatapatna, Manikapatna (Chelitalo), Palur (Dantapura), Gopalpur (Mansurkota), Dosarene, Sonapur, Baruva (Barua), Kalingapatnam, Pithunda. Plus tard, aux IXe siècle et Xe siècle de notre ère, des sources arabes mentionnent Ganjam, Kalinganagar, Keylkan, Al-Lava et Nubin. Après le XVe siècle, les ports comprenaient Balasore, Pipili, Ganjam, Harishapur, Chandabali et Dhamra.

## Histoire ancienne

Commerce romain avec l’Inde selon le Périple de la mer Érythrée (Iᵉʳ siècle apr. J.-C.).

Les fouilles menées à Golbai Sasan ont révélé l'existence d'une culture néolithique datant d'environ 2300 av. J.-C., suivie d'une culture chalcolithique (âge du cuivre) puis d'une culture de l'âge du fer débutant vers 900 av. J.-C. Les outils trouvés sur le site montrent que l'on construisait des bateaux[1], peut-être pour le commerce côtier. Des arêtes de poisson, des hameçons, des lances barbelées et des harpons montrent que la pêche était un élément important de l’économie. Certains artefacts de la période chalcolithique sont similaires à ceux découverts au Vietnam, ce qui indique qu'il y a sans doute eu un contact avec l'Indochine à une période très ancienne.
Les premières sources historiques indiquent que Kalinga est devenu vassal de Magadha en 362 av. J.-C., puis a retrouvé son indépendance lors d'une guerre civile à Magadha vers 320 av. J.-C., mais vers 261 av. J.-C. elle fut conquise par l'empereur Maurya Ashoka (269 av. J.-C. à 232 av. J.-C.). Le site de Sisupalagarh, occupé du IIIe siècle av. J.-C. au IVe siècle apr. J.-C., a été identifié à Tosali, la capitale provinciale d'Ashoka. Dans les siècles qui suivent, l'histoire est complexe. Parfois, le nord et le sud de Kalinga étaient des états séparés, parfois ils étaient unis. Parfois, Kalinga était indépendant, parfois il était tributaire d'un voisin plus puissant.
La dynastie Bhauma-Kara a régné sur l'Utkal, la partie nord et est de l'Odisha, du VIIIe siècle apr. J.-C. au Xe siècle apr. J.-C. Ces souverains ont payé un tribut à Gaudeshwar Devapala (810–850 apr. J.-C.), souverain de l'empire Pala du Bengale. Pendant un certain temps, les gouverneurs de l'Utkal ont été contraints de reconnaître la suzeraineté de la dynastie tamoule des Chola sous le règne de leur roi Rajendra Chola I (1012–1044), avec laquelle ils se sont alliés par mariage. Après avoir retrouvé son indépendance, Anantavarma Chodagangadeva (1078–1191) établit son contrôle sur une vaste région allant du Gange à la Godavari, déplaçant sa capitale de Kalinganagar à Cuttack. La puissance de l'Odisha a connu des hauts et des bas au cours des siècles suivants, mais ce n'est qu'en 1568 qu'Odisha a finalement perdu son indépendance.

## Navires

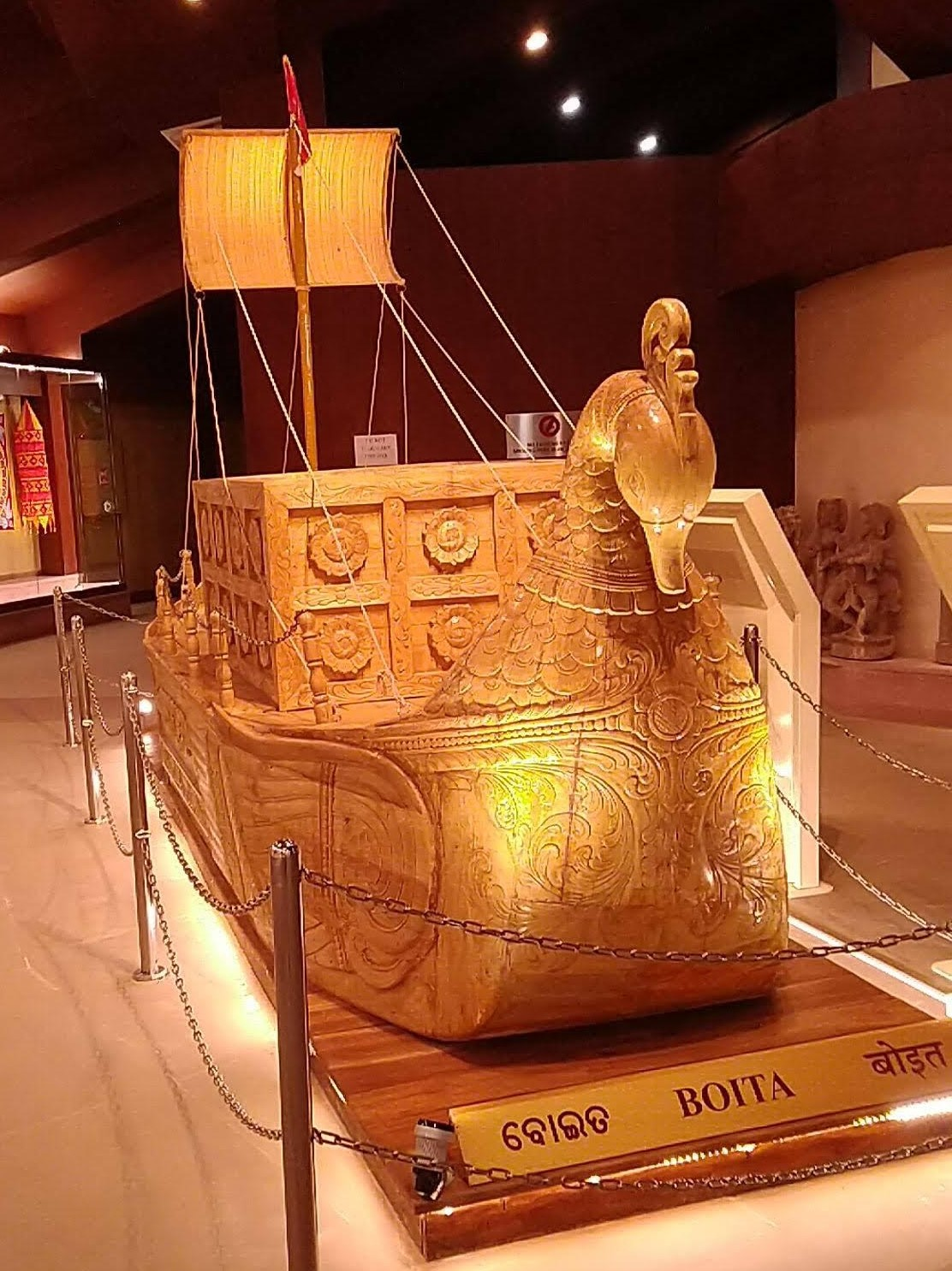
Maquette d'une Boita au musée Konark ASI

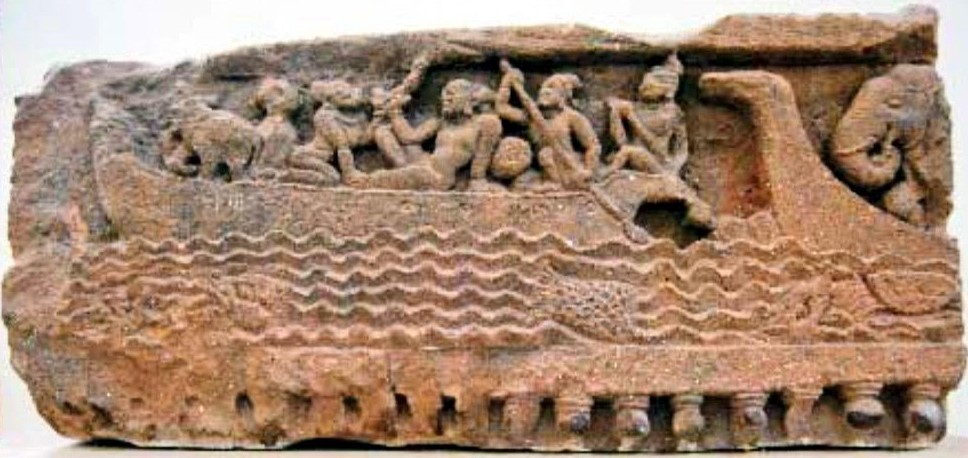
Frise sculptée représentant deux Boitas trouvée près du temple de Brahmeswara

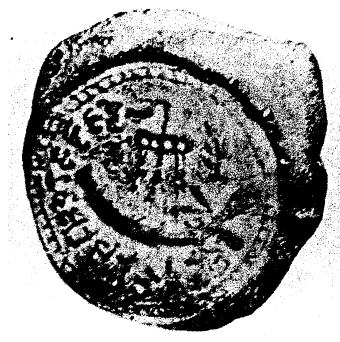
Sceau en terre cuite représentant un navire trouvé au Bengale occidental, daté entre 400 et 100 av. J.-C.

Les règles et codifications relatives à la construction de bateaux ont été consignées dans le sanskrit Juktikalpataru (Yukti Kalpa Taru). Le Madalapanji rapporte que le roi Bhoja a construit de nombreux navires avec du bois local. Golabai était un centre de construction de bateaux comme le montre la découverte de nombreuses herminettes pour le travail du bois et d'autres artefacts sur le lac Chilika.
Les sceaux en terre cuite de Bangarh et Chandraketugarh (400 av. J.-C. à 100 av. J.-C.) représentent des navires de mer transportant du maïs. Ils ont la caractéristique d'avoir un seul mât avec une voile carrée. La plus ancienne représentation de navires en Odisha est une frise sculptée représentant deux vaisseaux, trouvée près du temple de Brahmeswara à Bhubaneswar. Elle est conservée aujourd'hui dans le musée d'État d'Odisha. Le premier de ces deux navires a des éléphants debout à l'avant, deux personnes assises au centre et deux marins à l'arrière qui dirigent le bateau avec des rames.

## Voies maritimes

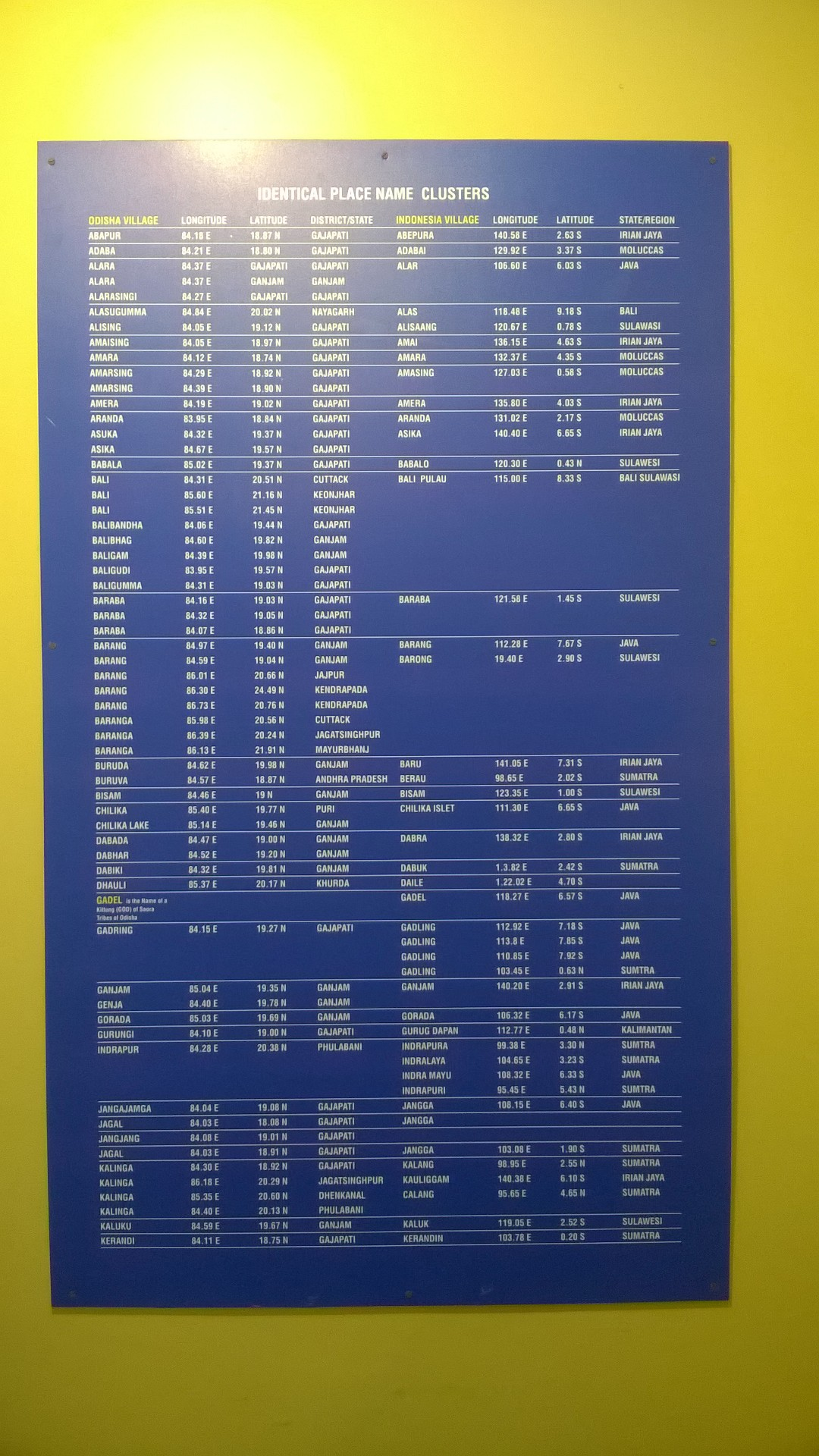
Lieux identiques entre Odisha et l'Indonésie mentionnés au musée maritime d'Odisha (Partie 1)

De juin à septembre, les moussons d'été soufflent du sud-ouest, de Ceylan vers Kalinga. De décembre à début mars, les moussons de retrait soufflent en sens inverse. L'Asie du Sud-Est présente des régimes de vents saisonniers similaires qui dirigent le navires.

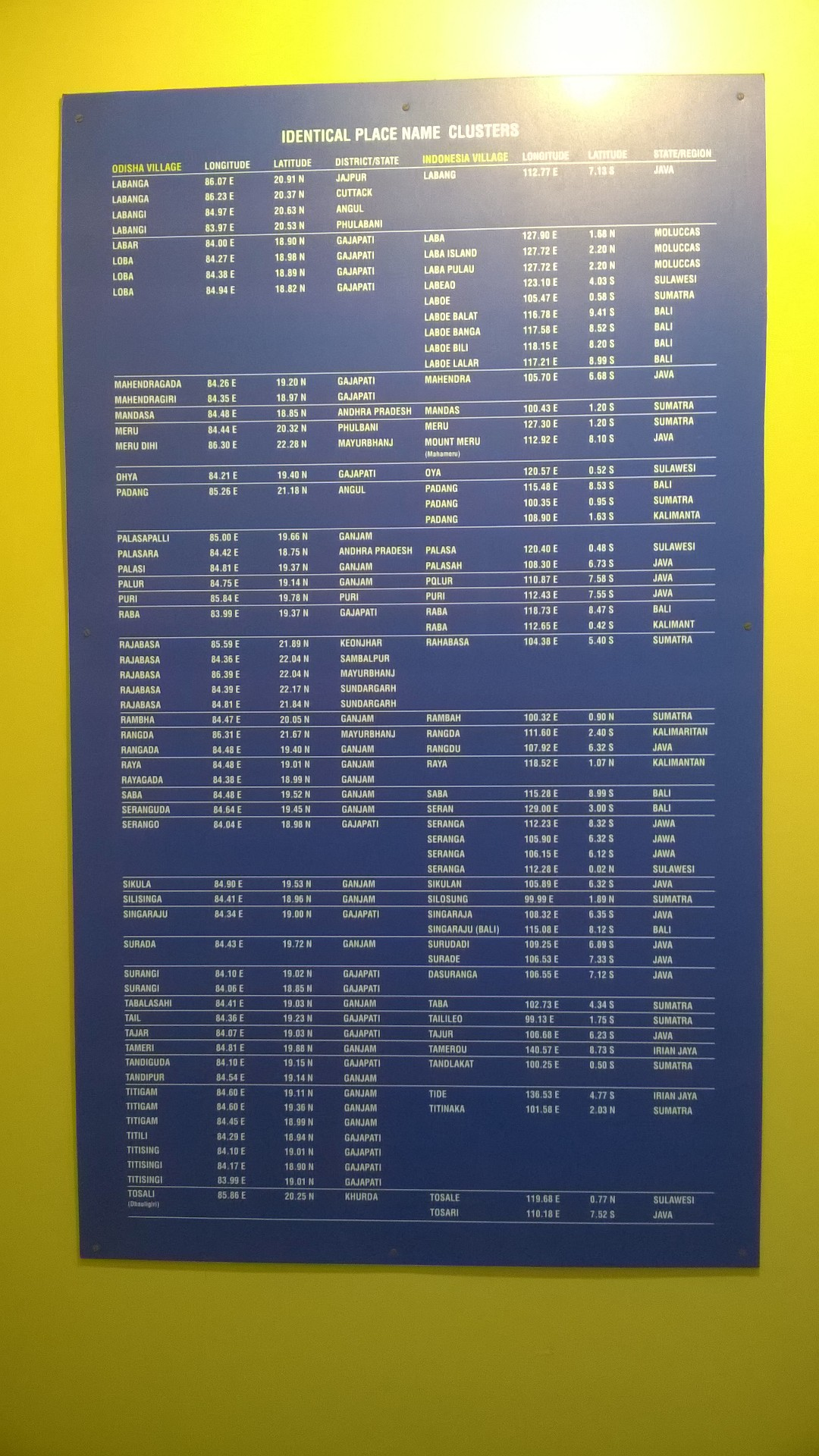
Lieux identiques entre Odisha et l'Indonésie mentionnés au musée maritime d'Odisha (Partie 2)

En Indonésie, en juillet et en août, les vents soufflent de l'Australie en direction du nord-ouest, puis du nord-est lorsqu'ils traversent l'équateur. Le schéma s'inverse en janvier et février. Les premiers navigateurs auraient exploité ces vents saisonniers, se guidant sur les étoiles, la couleur de l'eau, la présence de serpents de mer et l'observation des vols de corbeaux de mer et d'autres oiseaux pour se repérer.
Les navires de Kalinga n'étaient pas en mesure d'effectuer de longs voyages en mer sans s'arrêter en cours de route pour se ravitailler en eau et en nourriture. Les bateaux partant de Tamralipta auraient suivi la côte birmane, s'arrêtant aux îles Nicobar, soit un voyage d'un mois. De là, ils continuaient vers le sud-est, puis naviguaient le long de la péninsule malaise et à travers le détroit de Malacca pour poursuivre ensuite vers Java ou Bali, ou se dirigeaient vers le nord-est, vers l'Indochine ou la Chine. Une autre route consistait à descendre la côte indienne vers le sud, en s'arrêtant peut-être à Ceylan, puis en rejoignant Sumatra.

## Commerce
Palur, près de la rivière Rushikulya dans le district de Ganjam, abritait un port important au IIe siècle. Les fouilles archéologiques ont mis au jour des fragments de céramiques céladon chinois, de poterie romaine roulée et de pièces d'amphores, qui témoignent de l'importance du commerce international dans ce port. Un médaillon inhabituel présente d'un côté un roi de style Kushana avec une inscription Brahmi sur le revers et une tête romaine sur l'avers avec une inscription romaine. Une pièce de monnaie romaine de l'empereur Tibère a été trouvée à Salihundam, et d'autres pièces de monnaie romaines ont été trouvées sur d'autres sites, ce qui constitue une preuve supplémentaire du commerce avec l'Empire romain.
Il est reconnu que le commerce avec l'Asie du Sud-Est a été établi dès le Ier siècle et pourrait avoir des origines bien plus anciennes. Des pièces de monnaie ceylanaises du XIIe siècle et chinoises du XIVe siècle ont été découvertes par la suite. D'autres pièces similaires provenant de Kotchina, à Sumatra, témoignent d'un négoce triangulaire entre Odisha, Ceylan et Sumatra. Le commerce n’était pas sans risques. Les rois de Kalinga, de Siam et de Java devaient périodiquement monter des expéditions pour réprimer les pirates malais et bugis qui sévissaient dans le détroit de Malacca et dans toute l'Asie du Sud-Est maritime.
Manikapatna était un port situé sur les rives du lac de Chilika ouvert sur le golfe du Bengale , il a prospéré depuis les premiers temps historiques jusqu'au XIXe siècle. Les fouilles ont permis de découvrir de nombreux types de poteries provenant de plusieurs régions de l'Inde, ainsi que des pièces de monnaie de Ceylan et de Chine. Les niveaux plus modernes contiennent du céladon et de la porcelaine chinoises, ainsi que de la poterie vernissée arabe. Une mosquée du XVIIIe siècle située dans ce lieu porte une inscription indiquant que les marins et les commerçants y priaient avant de partir en voyage.
Selon un document du VIe siècle, Kalinga était célèbre pour ses éléphants qui étaient exportés à Ceylan, ainsi que pour ses pierres précieuses, son ivoire, son poivre, ses noix de bétel et ses textiles fins, tout comme le maïs et le riz. En retour, Kalinga importait de Ceylan des perles et de l'argent de Ceylan. Les commerçants importaient des épices et du bois de santal de l'Est, certains étant destinés au transport vers le marché méditerranéen. Un bateau représenté dans le Temple du Soleil de Konarak du XIIIe siècle montre une girafe, signe d'un commerce avec l'Afrique, probablement avec des navires arabes.

## Contacts outre-mer

### Birmanie
La Birmanie a pris le nom de Kalingarat (Kalinga Rastra) au VIIe siècle av. J.-C. Il existe des preuves d'une colonisation très ancienne dans la partie méridionale de la région de l'île Môns. Au IIe siècle apr. J.-C., les Kalingans régnaient sur Kalaymyo, la vallée de la rivière Arakan et Pegu, autour du golfe de Martaban. Les vestiges d'un navire mis au jour à Tante, près de Yangon, auraient appartenu à des marchands Kalingan. Les noms de lieux et les similitudes architecturales indiquent également des contacts étroits à travers le golfe du Bengale. Le Buddhagat, l'écriture sacrée de la Birmanie, décrit les échanges avec les marchands bouddhistes de Kalinga, ces négoces ont favorisé la venue de missionnaires pour propager la foi, puis à la domination politique d'une partie de la côte birmane par Kalinga entre le IVe siècle apr. J.-C. et le VIIe siècle apr. J.-C. Ce contact est confirmé par des pièces de monnaie portant des symboles hindous trouvées à Pegu.

### Cambodge

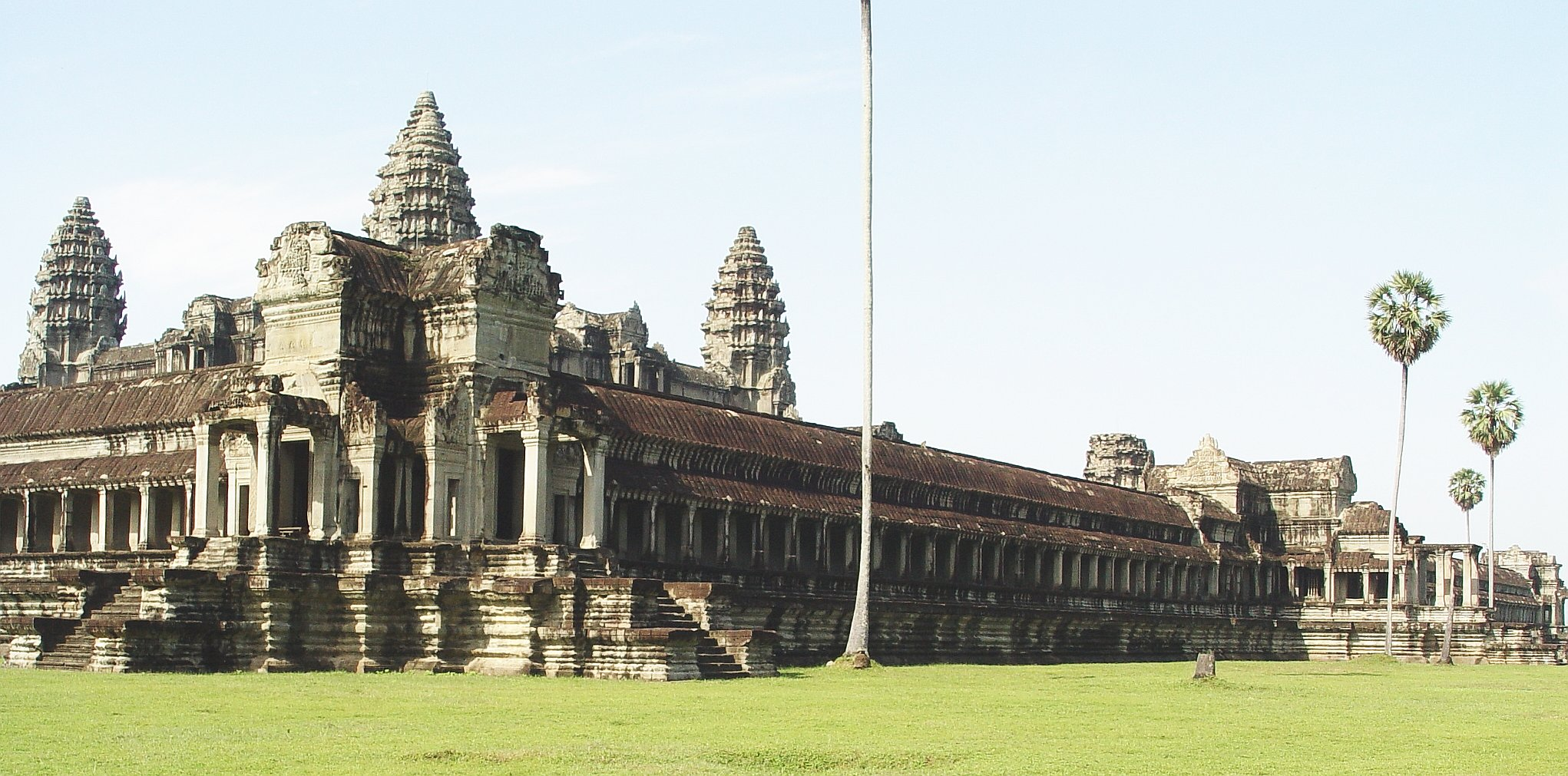
Angkor Wat vu du nord-ouest

Des émigrants de Kalinga, qui fuyaient l'empereur Ashoka, sont arrivés au Cambodge au IIIe siècle av. J.-C. Cependant, une fois qu'Ashoka se soit converti au bouddhisme et ait envoyé des missionnaires au Cambodge, ils ont accepté les enseignements et ont contribué à établir la religion dans la région. Les premiers monuments des Khmers (du Cambodge moderne) semblent être d'origine andhra plutôt que kalinga. Toutefois, si certaines des inscriptions d'Angkor Vat au Cambodge soient en sanskrit, d'autres sont en écriture Kalinga. La conception du temple d'Angkor Vat montre des influences du temple Jagannath Puri d'Odisha.

### Chine
La première trace de commerce avec la Chine se trouve dans le récit de Fa Hien (399-411 apr. J.-C.) qui, à bord d'un navire marchand, a quitté le port de Temralipti pour retourner en Chine.
Le pèlerin chinois Hieun Tsang (645 apr. J.-C.) parle de voyages maritimes depuis les ports de Tamralipta (aujourd'hui Tamluk) et Chelitalo jusqu'à Simhala (aujourd'hui Sri Lanka) et la Chine. Un ancien roi d'Odra (Odisha) nommé Subhakararisha, qui avait abdiqué pour devenir moine, voyagea en Chine en 716 apr. J.-C. et a introduit le bouddhisme tantrique. Il existe un récit du transport maritime en 794 apr. J.-C. d'un présent du roi d'Udra à l'empereur de Chine.
L'Odisha importait de la soie de Chine, une pièce de monnaie chinoise du VIIIe siècle a été retrouvée à Sirpur. Entre 813 et 818, trois missions ont été envoyées de la nation javanaise de Kalinga à la cour de Hsien Tung en Chine, apportant des curiosités rares telles qu'un rhinocéros vivant, un perroquet à cinq couleurs ainsi que quelques jeunes hommes et jeunes filles noirs de l'Est de l'Afrique.

### Sri Lanka

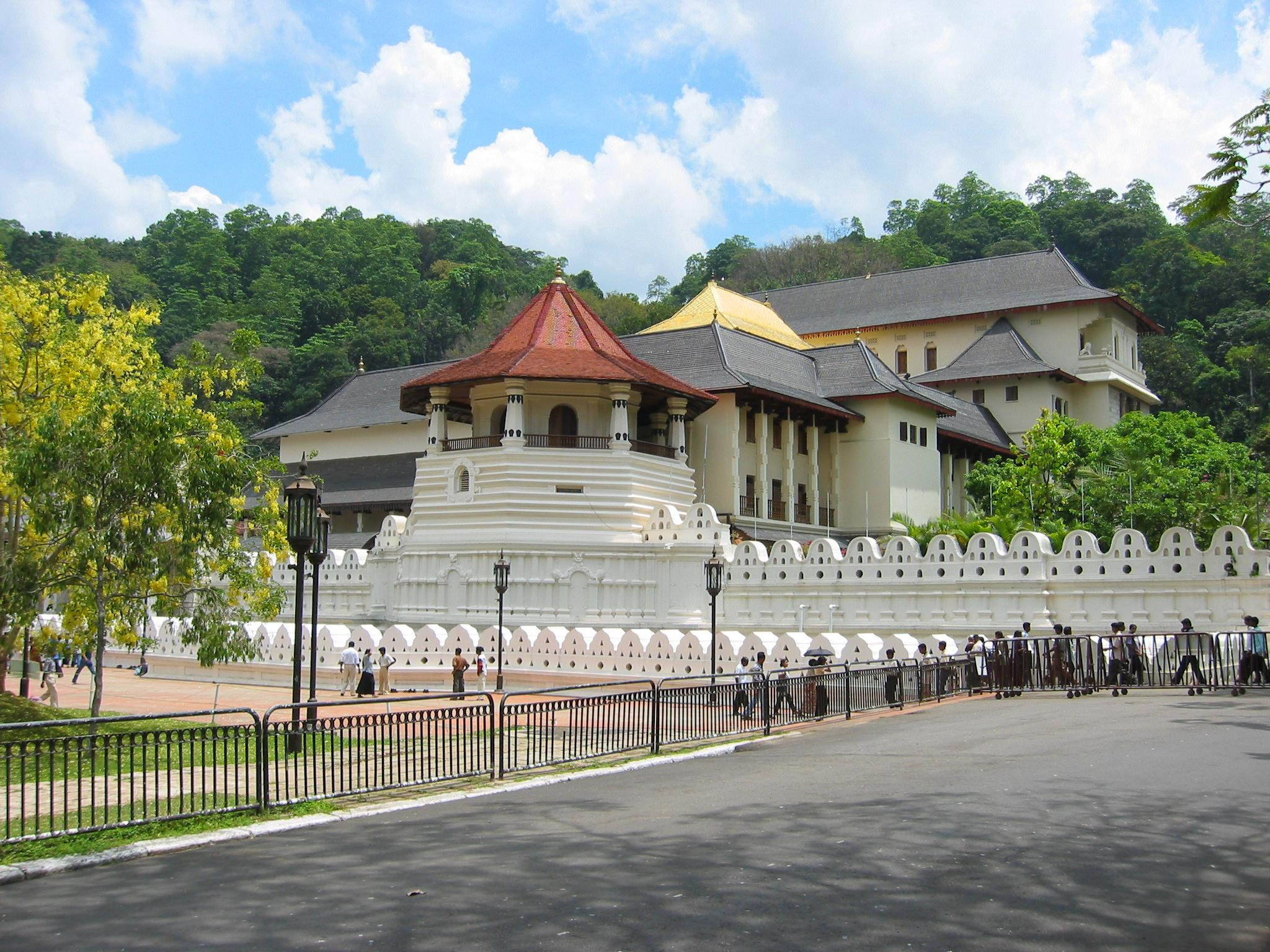
Le temple de la relique de la dent à Kandy, Sri Lanka

Kalinga entretenait des liens étroits avec Simhala (Sri Lanka). Certains chercheurs affirment que le premier roi du Simhala, Vijaya, était originaire de Simhapura en Inde orientale, la capitale du Kalinga, et que sa grand-mère était la fille du roi du Kalinga. L'empereur Ashoka envoya son fils à Ceylan pour y faire prospérer le bouddhisme, et plus tard sa filleSanghamitra pour organiser les religieuses. Le Samantapasadika dit qu'elle était accompagnée de huit familles de Kalinga. Le Dathavamsa parle de l'amitié entre le roi Guhasiva de Kalinga et le roi Mahasena de Ceylan (277 - 304 apr. J.-C.). Il mentionne également que le roi de Kalinga a offert la relique de la dent de Gautama Bouddha en dot à Dantakumara lors de son mariage avec la fille du roi. Dantakumara emporta la relique à Ceylan où elle fut enchâssée dans un stupa.
Le bouddhisme hinayanique s'épanouit à Ceylan aux IVe et Ve siècles de notre ère. L'influence des savants ceylanais se répandit en Birmanie, au Siam et au Cambodge, établissant les croyances et pratiques qui perdurent encore aujourd'hui dans ces pays. Kalinga, qui se trouvait sur la route suivie par les pèlerins ceylanais visitant les lieux saints en Inde, fut également fortement influencée par la culture ceylanaise, en particulier par les enseignements Theravada de Buddhaghosa. Les pèlerins de Kalinga naviguaient jusqu'à Ceylan pour honorer la dent sacrée et visiter les monastères. Le pèlerin chinois Hieun Tsang décrit ces voyages maritimes depuis le port de Tamralipta et Chelitalo jusqu'à Simhala.
Selon le Chulavamsa, le roi de Kalinga visita Ceylan sous le règne d' Aggabodhi II (610 - 611apr. J.-C.). Le roi Vijayabahu Ier de Ceylan (1055 - 1110 apr. J.-C.) épousa la fille du roi de Kalinga. Le fils du roi Gaparaja de Kalinga, Nissanka Malla, devint souverain de Ceylan (1187 - 1196 apr. J.-C.). Un prince de Kalinga nommé Magha envahit Ceylan avec une flotte transportant 24 000 soldats et régna sur l'île de 1214 à 1235 apr. J.-C.

## Histoire ultérieure
Entre le XIe siècle apr. J.-C. et le XVIe siècle apr. J.-C., le nom de Kalinga fut progressivement remplacé par Odra Desa, puis par Uddisa et finalement par Odisha. Sous le règne de Kapilendradeva (1435-1466 apr. J.-C.), le royaume d'Odia a établi sa suprématie politique sur un vaste territoire situé au-delà des limites géographiques de l'Odisha, s'étendant du Gange à Arcot, au sud. Ses successeurs conservèrent leur emprise sur cette grande région. Sous le règne de Prataprudradeva, de 1497 à 1541 après J.-C., le royaume s'étendait des districts de Hooghly et de Midnapore, au Bengale-Occidental, au district de Guntur, dans l'Andhra Pradesh.

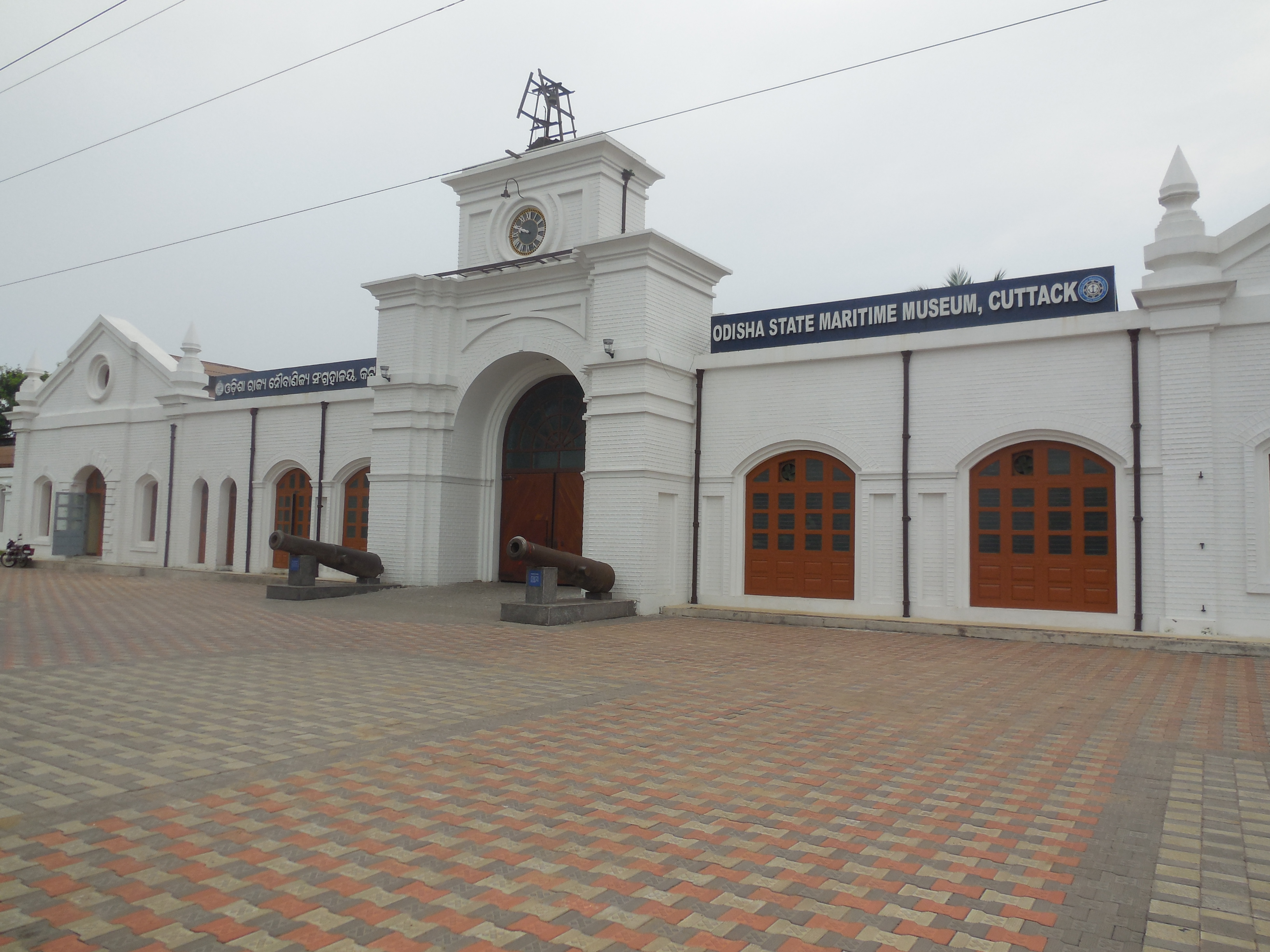
Musée maritime de l'État d'Odisha, Cuttack

Les marins arabes commencèrent à s'introduire dans le golfe du Bengale dès le VIIIe siècle apr. J.-C. Plus tard, les navires portugais, hollandais, anglais et français prirent le dessus, réduisant les marins d'Odisha au cabotage. En 1568, le souverain musulman du Bengale, Sulaiman Khan Karrani, puis l'Empire moghol parvinrent à conquérir le territoire, mettant fin à son indépendance. L'Odisha fut ensuite cédée aux Marathes en 1751 et passa sous domination britannique pendant la deuxième guerre anglo-marathe (1803-1805).
Après le règne de l'empire Gajapati le commerce maritime déclina, de plus la domination croissante des puissances navales européennes en Asie contribua également à cet affaiblissement. Même si des contacts mineurs continuèrent sous le règne de la dynastie Bhoi à Khurda. Les mémoriaux et les édits en langue mandchoue décrivent les contacts sous le règne de la dynastie Qing en Chine, lorsque l'empereur Qianlong reçu un cadeau de l'envoyé brahmane (Ch. Polomen 婆羅門, Ma. Bolomen) d'un souverain dont le nom mandchou était Birakišora han d'Utg'ali (Ch. Wutegali bilaqishila han 烏特噶里畢拉奇碩拉汗), qui est décrit comme un souverain de l'Inde orientale. D'où la référence à Birakisore Deva Ier de Khurda (1736-1793) qui se faisait appeler Gajapati, le souverain d'Utkala. De nombreux gosains entrant au Tibet depuis la Chine passèrent par son territoire lors de leur visite au temple de Jagannath à Puri. Avec la défaite des Marathes lors de la deuxième guerre anglo-marathe en 1803 et l'annexion de l'Odisha à l'Empire britannique qui en résulta, ce qui restait des liens commerciaux maritimes prit fin.